# Campos de Sports de Ñuñoa
Les Campos de Sports de Ñuñoa étaient un stade et un complexe sportif situé dans la commune de Ñuñoa, Santiago, au Chili. De 1918 jusqu'à leur démolition en 1938, ils furent le principal site sportif du pays. Le lieu a accueilli le Championnat sud-américain de football de 1926, le Championnats d'Amérique du Sud d'athlétisme 1920 et le Championnats d'Amérique du Sud d'athlétisme 1927. La même année, il devient propriété de l'Université pontificale catholique du Chili (PUC) et du Club Deportivo Universidad Católica. C'est l'un des quatre stades ayant appartenu à ce club, avec le stade Universidad Católica, le stade Independencia et le stade San Carlos de Apoquindo.

## Histoire

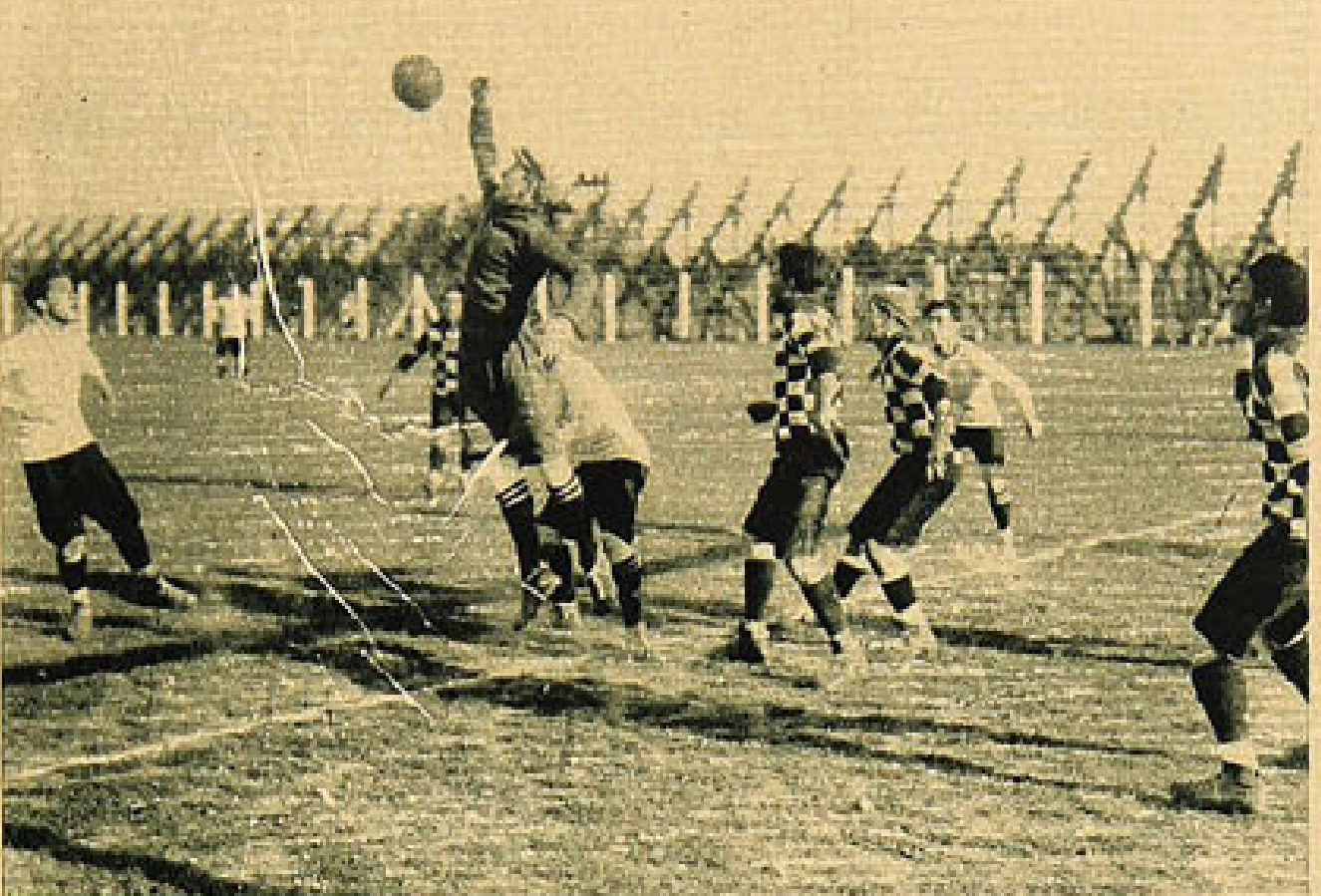
Les joueurs de l'Universidad Católica attaquent le but visiteur, tournoi interuniversitaire de 1928 aux terrains de sport de Ñuñoa.

En 1910, le philanthrope chilien José Domingo Cañas planifia la construction d'un complexe sportif. Son intention était de faire don du terrain à l’Université pontificale catholique du Chili. Le stade a été inauguré en 1918 et abritait à la fois l'équipe du Chili de football et divers clubs. En 1927, il devient la propriété de l'Université pontificale catholique et du Club Deportivo Universidad Católica. Les écritures de la propriété ont été modifiées en 1935. Pour ce motif, le stade Universidad Católica, inauguré en 1928, est considéré comme le premier du club.
Parmi les événements sportifs les plus importants qui se sont déroulés sur le site, on peut citer le Championnat sud-américain de football de 1926, les 1920 et 1927, les finales du Championnat du Chili de football, le Championnat d'Ouverture, et les tournois de football et d'autres sports de l'Universidad Católica.